# Prana
Prāṇa (devanāgarī: प्राण ) est un terme sanskrit. La signification de ce nom composé est complexe car elle intègre simultanément les notions de souffle et de principe vital du souffle et de sa manifestation organique dans la respiration. Qui pense « souffle vital respirant » énonce le mot prāṇa, dont le pluriel s'écrit prāṇās, forme qui désigne un ensemble de cinq souffles vitaux.
La conception de la réalité que désigne ce terme synthétique varie selon les auteurs et les écoles. Différentes approches conceptuelles, parfois teintées de mysticisme, furent tentées au sein de l'hindouisme. Ces essais se multiplient de la période de la composition des Upaniṣad principales (Mukhya Upaniṣad) à celle du Yoga de Patañjali, et se poursuivent des penseurs antiques jusqu'aux auteurs hindous contemporains.

## Approche linguistique

### Morphologie
Une racine lexicale sanscrite AN- permet la conjugaison d'un verbe, dont la forme aniti se traduit en français par « il respire ». L'adjonction à cette racine d'une voyelle thématique -a permet de construire un nom d'action masculin ana, qui correspond au terme français de « souffle » et de « respiration ».
Le préfixe pra- dénote une antériorité, un début, un « mouvement ou situation en avant », et devant un substantif il désigne la « partie antérieure ou principale » de celui-ci. Ce préfixe pra- comporte aussi une valeur d'intensité qui, devant un adjectif ou en composition nominale, se traduit par « très » en français.
La préfixation de pra à la racine AN- fournit un nouveau verbe : prāṇ- duquel dérive le nom masculin prāṇa. Le pluriel de ce nom au nominatif est prāṇās qui donne le terme prāṇās signalé en épigraphe. Les règles de sandhi modifient parfois l'aspect de ce pluriel qui peut se présenter sous la forme alternative prāṇāḥ en finale absolue et devant un ś, prāṇāś devant c et prāṇāṣ devant ṭ. Devant un t prāṇās demeure prāṇās. Quant à la transformation de prāna en prāṇa, elle répond à la cérébralisation d'une nasale n en nasale ṇ après le r précédent.

### Sémantique
Le nom prāṇa peut s'utiliser comme synonyme du nom ana et signifier très simplement le « souffle physiologique » et sa manifestation, la « respiration organique ». 
La présence du préfixe pra- dans ce mot l'enrichit cependant de valeurs sémantiques nouvelles, riches et variées. Le verbe prāṇ-, qui ne cesse pas pour autant de signifier « souffler » ou « respirer », prend de plus le sens plus général de « vivre ». De même, le nom prāṇa signale ce qui est antérieur à la respiration et principal, ce qui précède son souffle, le « principe vital » inhérent à ce phénomène physiologique, le «  souffle vital » et, par extension, « la vigueur, l'énergie, le pouvoir » de vivre et de respirer. Le dictionnaire offre une cinquantaine de mots composés dans lesquels le mot prāṇa est le premier terme dont la fonction est de déterminer le second terme. Ainsi prāṇatrāṇa est-il un nom neutre qui se traduit ainsi : « fait de sauver la vie ».
Le lexique sanskrit répond à la mentalité synthétique de l'hindouisme qui, loin d'analyser la vie entre un principe abstrait d'une part et la manifestation physiologique de ce principe d'autre part, utilise un seul mot pour signifier une réalité complexe, physique et métaphysique, spirituelle et matérielle. Le principe de la vie, sa manifestation dans un souffle, et la réalité organique de la respiration conjugués en une notion synthétique signalée par un mot unique, le prāṇa.
Il n'est donc pas étonnant que, pour y penser, les auteurs au long des siècles et au travers des continents soulignent, selon leur intimes convictions, l'un ou l'autre des aspects de la réalité du prāṇa qui se complètent et se renforcent mutuellement. C'est un concept tout en nuances, loin de la manière occidentale prompte à tout découper, opposer, analyser.

### Composition nominale
Parmi les différents noms composés du lexique sanskrit, deux termes sont à signaler car ils concernent de près le thème abordé par le présent article : prāṇāhuti et prāṇāyāma.
- Prāṇāhuti :

Le mot huti est un adjectif féminin dont le masculin huta est aussi un nom. Ces mots sont construits sur la racine HU- signifiant : verser une libation, verser en oblation, sacrifier, faire une offrande. Le nom huta se traduit par oblation ou sacrifice, l'adjectif huta/huti par « ce qui est offert en sacrifice ». 
Le mot prāṇāhuti se compose de deux termes, le nom composé féminin déterminé āhuti et le nom masculin déterminant prāṇa. Le terme āhuti est le mot huti précédé du préfixe ā qui indique une direction et se traduit par « vers, jusqu'à ». Prāṇāhuti peut se traduire par « libation de souffle vital » offerte en sacrifice par quelqu'un en direction de quelqu'un d'autre.
- Prāṇāyāma :

Le mot Prāṇāyāma se compose de deux termes, le nom composé déterminé āyāma et le nom masculin déterminant prāṇa. Le terme 
āyāma est lui-même composé du préfixe directionnel ā et du nom yāma construit sur la racine verbale YĀ- qui signifie « se mettre en mouvement, aller, marcher », à ne pas confondre avec le terme yama à voyelles brèves construit sur la racine verbale YAM-  signifiant « réfréner, retenir, subjuguer ». 
Une analyse plus extensive du mot prāṇāyāma figure dans l'article spécialisé en épigraphe. Sa traduction littérale peut se rendre, en français, par « mise en mouvement dirigée vers (āyāma) le souffle vital respirant (prāṇa) ».

## Approches conceptuelles

### Concepts de Prāṇa dans l'hindouisme

#### Concept de Prāṇa dans les Upaniṣad
Selon les Upaniṣad, prāṇa est une énergie vitale universelle qui imprègne tout, et que les êtres vivants absorbent par l'air qu'ils respirent.

#### Concept de Prāṇa en Yoga
Dans la doctrine du yoga, le concept de prāṇa serait l’énergie qui circule par les nāḍī (canaux subtils se trouvant à l'intérieur du corps physique et qui ne sont pas visibles à l'œil nu ou détectables avec des appareils divers) et qui pourrait être ressenti comme un fluide tantôt brûlant (à travers pingala nāḍī), tantôt rafraîchissant (à travers ida nāḍī), engendrant des sensations et émotions très variables. 
On distingue cinq souffles vitaux, appelés aussi vāyus, c’est-à-dire vents : 
- prāṇa ("souffle vital"), le prototype des autres vents, l’ingestion et la perception,
- apāna ("souffle inspiré"), le vent descendant associé à l’expiration, l’excrétion et la reproduction,
- udāna ("souffle vital qui irrigue la partie supérieure du corps"), le vent ascendant, associé à l’inspiration, l’équilibre et l’expression,
- samāna ("souffle vital régissant les échanges entre prāṇa et apāna"), le vent égalisant, associé à la digestion et au métabolisme,
- vyāna ("souffle vital qui distribue les énergies vitales dans le corps"), le vent diffusant, associé à la circulation et la musculature.

On notera certaines divergences quant à ces diverses fonctions, ainsi que leur association à des organes, éléments et zones du corps.
Dans les contextes chinois et japonais, on parle de qi, de chi ou de ki pour désigner cette “substance” universelle qui serait à l’origine de toutes les formes énergétiques et se manifesterait à travers des fréquences particulières selon les différents plans de l’existence.

#### Concept de Prāṇāhuti
La prāṇāhuti  signifie l'utilisation de l'énergie divine pour la transformation de l'homme. Par la pratique de la méditation et avec l'aide de la prāṇāhuti au sens de transmission, les tendances du mental disparaissent et laissent place à la lumière. Selon le Sahaj Marg, ce procédé est une offrande de la force subtile de vie par le guru dans le cœur du disciple. La possibilité de transmettre de cœur à cœur entre Maître et disciple aurait été retrouvée par Ram Chandraji (Inde, 1873-1931).

#### Autres concepts de Prāṇa dans l'hindouisme
Prāṇa, qui est parfois traduit par souffle vital, peut signifier : 
1. souffle vital ;
2. les cinq souffles principaux : prāṇa, apāna, udāna, vyāna, samāna ;
3. fluide vital dans le corps (chez Mâ Ananda Moyî) ;
4. énergie nerveuse (chez Shrī Aurobindo) ;
5. principe de vie (chez Svāmī Vivekānanda), ou force infinie : « Tout comme l’âkâsha est la substance infinie et omniprésente de cet univers, de même le prâna est la force infinie et omniprésente qui s’y manifeste[16]. »
6. force de vie, substance de vie (chez Shrî Aurobindo) ;
7. force cosmique qui agit sur l'ākāśa pour créer l'univers (chez Svāmī Sivananda Sarasvati).